# Verkauft und verraten (1952)
Verkauft und verraten (Originaltitel: The Sellout) ist ein US-amerikanischer Kriminalfilm aus dem Jahr 1952 von Gerald Mayer mit Walter Pidgeon und John Hodiak in den Hauptrollen. Der Film noir wurde von Metro-Goldwyn-Mayer produziert.

## Handlung
Als der angesehene Zeitungsverleger Haven Allridge nach einem Abendessen mit seiner Tochter Peggy und ihrem Mann, dem Bezirksstaatsanwalt Randy Stauton, über die Bezirksgrenze nach Hause fährt, bietet er dem Sandwichverkäufer Wilfred Jackson eine Mitfahrgelegenheit an. Wenige Minuten später wird Haven wegen zu schnellen Fahrens angehalten. Haven entschuldigt sich, dass er seinen Führerschein in seinem Büro vergessen hat, doch als Sheriff Kellwin Burke eintrifft, sträubt er sich gegen Havens „städtisches“ Verhalten und lässt ihn und Jackson ins Bezirksgefängnis bringen. Nachdem ihm ein Telefongespräch verweigert wurde, weigert sich Haven, seinen Namen zu nennen, und wird in eine große Zelle mit Gefangenen gesteckt, die ein Scheingericht abhalten, ihn durchsuchen und ihm sein Kleingeld abnehmen. Als sie entdecken, dass Jackson ein verstecktes Vierteldollarstück hat, schlagen sie ihn nieder. 
Am nächsten Morgen wird Jackson, der sich als Beifahrer für nicht schuldig bekennt, vor Gericht über dreißig Tage festgehalten, während Haven die 68 Dollar Strafe auferlegt bekommt, die ihm schon bei seiner Verhaftung auferlegt wurde. Ein Anwalt erkennt Haven als Randys Schwiegervater und erzählt es Burke, der vorgibt, sich zu entschuldigen und ihn freilässt. Haven sucht Randy auf und bittet ihn, etwas zu unternehmen, aber Randy besteht darauf, dass ihm die Hände gebunden sind und warnt, dass Burke gefährlich ist. Haven beschließt, seine Zeitung zu nutzen, um die öffentliche Meinung zu beeinflussen, und sammelt 55 eidesstattliche Erklärungen von Menschen, die jenseits der Bezirksgrenze ähnlich misshandelt worden waren. Burke revanchiert sich, indem er Verordnungen gegen die Zeitungsverteilung im Bezirk erlässt. Als ein Auslieferungsfahrer bei einem inszenierten Unfall ums Leben kommt, bittet Captain Maxwell die Generalstaatsanwaltschaft um Hilfe. Chick Johnson wird der Fall zugewiesen, obwohl er kündigen wollte. Chick und Maxwell wollen Haven aufsuchen, stellen jedoch fest, dass er die Stadt auf mysteriöse Weise verlassen hat. Die eidesstattlichen Erklärungen, die sich in einer verschlossenen Schublade befanden, fehlen. An diesem Abend spricht Cleo Bethel Chick in einer Bar an. Als Chick erkennt, dass er hereingelegt werden soll, gibt sie zu, dass Burke sie angeheuert hat, um sich mit ihm anzufreunden und ihn zu Bennie Amboy zu bringen, der eines von Burkes Stammlokalen betreibt. Chick geht zu Amboys Lokal, wo Cleo als Sängerin arbeitet. Sie stellt ihn Nelson Tarsson vor, Burkes gewandten Anwalt, der ihm indirekt ein Bestechungsgeld anbietet, das Chick jedoch ablehnt.
Am nächsten Tag erfahren Chick und Maxwell, dass alle, die eidesstattliche Erklärungen gegen Burke unterzeichnet haben, aus Angst ihre Aussagen geändert haben. Chick vermutet, dass auch Haven seine Meinung geändert hat. Amboy wird in Maxwells Büro befragt und erzählt, warum er Haven eines Nachts angerufen hat. Er rief Haven an und sagte ihm, er solle zu ihm nach Hause kommen, um die Wahrheit über Burke zu erfahren. Dort angekommen wurde Haven ein Bestechungsgeld angeboten, das er ablehnte. Einer von Burkes Handlangern verprügelte ihn und brachte ihn in ein anderes Zimmer. Amboy beendet seine Geschichte und sagt, er habe keine Ahnung, was danach passiert sei. Kurze Zeit später kehrt Haven in die Stadt zurück und erzählt Peggy, dass er einen Job in Detroit angenommen hat. Peggy ist misstrauisch und beschuldigt ihn, Burke nachgegeben zu haben. Am Abend drängt Chick Haven, bei Burkes vorläufiger Anhörung am nächsten Tag auszusagen, aber Haven lehnt ab und Chick stellt ihm eine Vorladung zu. Chick fühlt sich besiegt und sagt Maxwell, dass es für den Fall keine Hoffnung mehr gibt, aber Maxwell, der an Haven glaubt, sagt ihm, er solle nicht aufgeben. In seinem Hotel erhält Chick eine Nachricht von Amboy, aus der er erfährt, dass Cleo im Gefängnis sitzt. Als Chick sie gegen Kaution freiholen will, wird ihm gesagt, dass sie nicht da ist, aber er findet sie geschlagen in einer Zelle vor. Er gerät in einen Streit mit dem Wärter und nimmt den Schlüssel zu ihrer Zelle an sich. Als Cleo und Chick gerade gehen wollen, kommt Burke mit Tarsson, der seinem Klienten rät, sie gehen zu lassen. Burke ist wütend und zieht eine Waffe, aber als Maxwell eintrifft, willigt Burke ein. 
Nachdem Chick sich versichert hat, dass Cleo die Stadt sicher verlassen hat, geht er zur Anhörung. Er erhält keine Informationen von Haven, bittet aber darum, im Gerichtssaal zu bleiben. Den ganzen Tag über hört Haven unbehaglich zu, wie die verängstigten Zeugen ihre früheren eidesstattlichen Erklärungen widerrufen. Ein Überraschungszeuge ist Jackson, der immer noch im Gefängnis sitzt und erzählt, was passiert ist, nachdem er und Haven verhaftet wurden. Chick ruft Amboy an, erfährt aber, dass dessen Leiche gerade gefunden wurde. Chick erfährt, dass Haven sich weigert, Jacksons Geschichte zu bestätigen. Trotz Chicks leidenschaftlichem Schlussplädoyer hat der Richter keine andere Wahl, als den Fall wegen fehlender Beweise abzuweisen.
Kurz bevor das Urteil gefällt wird, tritt Randy vor und bittet Haven, ihn zu befragen, der sich jedoch immer noch weigert zu sprechen. Randy bittet Peggy aufzustehen und dem Gericht zu erklären, dass er selbst in der Nacht, in der Haven dort war, bei Amboy war. Haven enthüllt nun, was passiert ist, nachdem er geschlagen wurde. Als er wieder zu sich kam, sah er Randy im Zimmer und bekam von Tarsson einen Bankscheck und andere Beweise gezeigt, die zeigen, dass Randy nach dem Tod des Auslieferungsfahrers Beweise unterdrückt hatte. Ein reumütiger Randy erklärte, dass es sein Ehrgeiz war, der ihn dazu gebracht hat, und Tarsson antwortete, dass Randy für zwanzig Jahre ins Gefängnis geschickt werde und Peggy und ihre Tochter allein bleiben. Als Haven erkennt, dass sein Preis bezahlt wurde, willigt er ein. Zurück im Gerichtssaal werden die Dokumente vorgelegt und der Richter ordnet an, Burke bis zu seinem Prozess ohne Kaution festzuhalten. Chick entschuldigt sich bei Haven, der ihm dankt. Jackson wird daraufhin freigelassen und Chick beschließt, den Job zu Ende zu bringen und in der Generalstaatsanwaltschaft zu bleiben.

## Hintergrund
Gedreht wurde der Film vom 28. Juni bis Ende Juli 1951 in den MGM-Studios in Culver City.
Cedric Gibbons und Arthur Lonergan oblag die künstlerische Leitung. Ralph S. Hurst und Edwin B. Willis waren für das Szenenbild zuständig, William Tuttle für das Maskenbild. Verantwortlicher Toningenieur war Douglas Shearer. A. Arnold Gillespie schuf die Spezialeffekte. Alexander Courage leitete das Orchester.
Für Richard Cramer war es die letzte Filmrolle. 

## Synchronisation
Die deutsche Synchronfassung entstand 1986 im Auftrag der Taunus Ton Bearbeitung.
| Rolle          | Schauspieler     | Deutscher Synchronsprecher |
| -------------- | ---------------- | -------------------------- |
| Haven Allridge | Walter Pidgeon   | Lothar Blumhagen           |
| Cleo Bethel    | Audrey Totter    | Astrid Kollex              |
| Randy Stauton  | Cameron Mitchell | Manfred Lehmann            |
| Cpt. Maxwell   | Karl Malden      | Friedrich W. Bauschulte    |

## Veröffentlichung
Die Premiere des Films fand am 11. Januar 1952 in Los Angeles statt. In der Bundesrepublik Deutschland wurde er am 13. April 1987 im deutschen Fernsehen ausgestrahlt.

## Kritiken
Der Filmkritiken-Aggregator Rotten Tomatoes hat in einer Auswertung ein Publikumsergebnis von 38 Prozent positiver Bewertungen ermittelt.
Das Lexikon des internationalen Films schrieb: „Trocken gespieltes, weitgehend spannend inszeniertes Kriminalmelodram, das brutale Gangstermethoden als Bedrohung einer freiheitlichen Demokratie anprangert.“
Die Filmzeitschrift Cinema befand: „Der Krimi kann auf einen verlässlichen Hauptdarsteller bauen, der nie in den Star-Olymp aufstieg. Fazit: Solides, aber lahmes Enthüllungsdrama.“